# MKS Banimex Będzin w sezonie 2013/2014

## Drużyna

### Sztab
| Pierwszy trener   | Damian Dacewicz   |
| Drugi trener      | Andrzej Stelmach  |
| Fizjoterapeuta    | Agnieszka Bronisz |
| Kierownik drużyny | Dariusz Syguła    |
| Statystyk         | Adrian Pawłowski  |

### Zawodnicy
| Nr | Imię i nazwisko     | Data ur.   | Wzrost | Pozycja      |
| -- | ------------------- | ---------- | ------ | ------------ |
| 1  | Dawid Żłobecki      | 04.04.1997 | 195    | przyjmujący  |
| 2  | Mateusz Urbanowicz  | 27.04.1992 | 203    | atakujący    |
| 3  | Michał Kocyłowski   | 19.02.1991 | 182    | libero       |
| 4  | Jan Król            | 23.08.1989 | 198    | atakujący    |
| 5  | Andrzej Stelmach    | 15.08.1972 | 200    | rozgrywający |
| 6  | Maciej Wołosz       | 29.01.1982 | 198    | przyjmujący  |
| 7  | Mariusz Gaca        | 20.01.1984 | 201    | środkowy     |
| 8  | Jakub Oczko         | 27.12.1981 | 193    | rozgrywający |
| 9  | Sebastian Warda     | 18.01.1989 | 205    | środkowy     |
| 10 | Adrian Hunek        | 28.10.1985 | 202    | środkowy     |
| 13 | Michał Żuk          | 04.07.1985 | 196    | przyjmujący  |
| 14 | Grzegorz Wójtowicz  | 26.06.1989 | 191    | przyjmujący  |
| 16 | Marcin Mierzejewski | 04.01.1982 | 182    | libero       |
| 17 | Tomasz Tomczyk      | 24.05.1986 | 202    | atakujący    |

## Transfery

### Przyszli
| Imię i nazwisko                      | Poprzedni klub           |
| ------------------------------------ | ------------------------ |
| Damian Dacewicz (trener)             | AZS Częstochowa          |
| Andrzej Stelmach (grający II trener) | AZS Częstochowa          |
| Adrian Hunek                         | AZS Częstochowa          |
| Jan Król                             | Pekpol Ostrołęka         |
| Michał Żuk                           | Cuprum Lubin             |
| Maciej Wołosz                        | BBTS Bielsko-Biała       |
| Marcin Mierzejewski                  | UMKS Kęczanin Kęty       |
| Sebastian Warda                      | Effector Kielce          |
| Mariusz Gaca                         | BBTS Bielsko-Biała       |
| Jakub Oczko                          | Cuprum Lubin             |
| Mateusz Urbanowicz                   | Trefl Gdańsk (Młodaliga} |
| Dawid Żłobecki                       | wychowanek               |

### Odeszli
| Imię i nazwisko              | W klubie od | Nowy klub                   |
| ---------------------------- | ----------- | --------------------------- |
| Rafał Legień (trener)        | 2008        | MKS Andrychów               |
| Dariusz Sobieraj (II trener) | 2012        | Płomień Sosnowiec           |
| Mateusz Sacharewicz          | 2012        | AZS Politechnika Warszawska |
| Maciej Janikowski            | 2010        | Warta Zawiercie             |
| Dariusz Syguła               | 2003        | Warta Zawiercie             |
| Damian Zborowski             | 2012        | Warta Zawiercie             |
| Marcin Kantor                | 2007        | UMKS Kęczanin Kęty          |
| Tomasz Głód                  | 2012        | ASPS Avia Świdnik           |
| Mateusz Zarankiewicz         | 2011        | UMKS Kęczanin Kęty          |
| Łukasz Żłobecki              | 2012        | Warta Zawiercie             |
| Mariusz Syguła               | 2012        | Płomień Sosnowiec           |
| Mateusz Przybyła             | 2012        | KPS Siedlce                 |
| Bartłomiej Soroka            | 2012        | Płomień Sosnowiec           |
| Sławomir Szczygieł           | 2011        | MKS Andrychów               |

## Rozgrywki

### Liga

#### Runda zasadnicza
| Data       | Przeciwnik              | Wynik                                   | Miejsce                        |
| ---------- | ----------------------- | --------------------------------------- | ------------------------------ |
| 05.10.2013 | ASPS Avia Świdnik       | 2:3 (17:25, 25:18, 20:25, 25:14, 12:15) | Hala przy SP7, Świdnik         |
| 12.10.2013 | Krispol Września        | 3:0 (25:19, 25:18, 25:18)               | Hala "Łagisza", Będzin         |
| 16.10.2013 | TKS Nascon Tychy        | 3:0 (25:22, 27:25, 25:17)               | Hala W-S, Tychy                |
| 19.10.2013 | Cuprum Lubin            | 3:2 (25:19, 20:25, 20:25, 25:12, 15:13) | Hala "Łagisza", Będzin         |
| 26.10.2013 | Energa Pekpol Ostrołęka | 3:1 (34:32, 28:26, 17:25, 25:16)        | Hala im. A. Gołasia, Ostrołęka |
| 06.11.2013 | KS Camper Wyszków       | 3:2 (25:18, 25:20, 13:25, 23:25, 15:12) | Hala "Łagisza", Będzin         |
| 09.11.2013 | AGH 100RK Kraków        | 3:0 (25:16, 25:23, 25:19)               | Hala AGH, Kraków               |
| 16.11.2013 | Ślepsk Suwałki          | 3:0 (25:21, 27:25, 26:24)               | Hala OSiR, Suwałki             |
| 23.11.2013 | UMKS Kęczanin Kęty      | 3:0 (29:27, 25:19, 30:28)               | Hala "Łagisza", Będzin         |
| 30.11.2013 | KPS Siedlce             | 3:1 (25:17, 26:24, 20:25, 25:23)        | Hala OSiR, Siedlce             |
| 07.12.2013 | AZS PWSZ Stal Nysa      | 3:0 (25:23, 25:15, 25:16)               | Hala "Łagisza", Będzin         |
|            |                         |                                         |                                |
| 14.12.2013 | ASPS Avia Świdnik       | 3:0 (25:20, 25:20, 25:15)               | Hala "Łagisza", Będzin         |
| 18.12.2013 | Krispol Września        | 3:0 (25:21, 25:22, 25:13)               | Hala WOSR, Września            |
| 21.12.2013 | TKS Nascon Tychy        | 3:1 (21:25, 25:20, 25:19, 34:32)        | Hala "Łagisza", Będzin         |
| 04.01.2014 | Cuprum Lubin            | 0:3 (22:25, 23:24, 11:25)               | Hala SP nr 14, Lubin           |
| 11.01.2014 | Energa Pekpol Ostrołęka | 3:0 (25:22, 25:19, 25:18)               | Hala "Łagisza", Będzin         |
| 18.01.2014 | KS Camper Wyszków       | 1:3 (23:25, 26:24, 21:25, 18:25)        | Hala WOSiR, Wyszków            |
| 25.01.2014 | AGH 100RK Kraków        | 3:1 (25:14, 25:16, 29:31, 26:24)        | Hala "Łagisza", Będzin         |
| 01.02.2014 | Ślepsk Suwałki          | 3:0 (25:17, 27:25, 25:19)               | Hala "Łagisza", Będzin         |
| 08.02.2014 | KPS Siedlce             | 3:1 (26:24, 25:14, 21:25, 25:16)        | Hala "Łagisza", Będzin         |
| 22.02.2014 | AZS PWSZ Stal Nysa      | 0:3 (19:25, 22:25, 23:25)               | Hala AZS, Nysa                 |
| 05.03.2014 | UMKS Kęczanin Kęty      | 3:0 (25:16, 25:18, 25:21)               | Hala OSiR, Kęty                |

#### Play-off
| Data               | Przeciwnik              | Wynik                                   | Miejsce                        |
| Ćwierćfinał        | Ćwierćfinał             | Ćwierćfinał                             | Ćwierćfinał                    |
| ------------------ | ----------------------- | --------------------------------------- | ------------------------------ |
| 08.03.2014         | Energa Pekpol Ostrołęka | 3:0 (25:19, 25:16, 25:17)               | Hala "Łagisza", Będzin         |
| 09.03.2014         | Energa Pekpol Ostrołęka | 3:0 (25:17, 25:21, 25:17)               | Hala "Łagisza", Będzin         |
| 15.03.2014         | Energa Pekpol Ostrołęka | 3:1 (19:25, 26:24, 25:21, 25:20)        | Hala im. A. Gołasia, Ostrołęka |
| Półfinał           |                         |                                         |                                |
| 29.03.2014         | KPS Siedlce             | 3:0 (25:22, 25:14, 27:25)               | Hala "Łagisza", Będzin         |
| 30.03.2014         | KPS Siedlce             | 2:3 (25:23, 25:23, 21:25, 23:25, 11:15) | Hala "Łagisza", Będzin         |
| 12.04.2014         | KPS Siedlce             | 1:3 (33:35, 25:23, 22:25, 17:25)        | Hala OSiR, Siedlce             |
| 13.04.2014         | KPS Siedlce             | 0:3 (21:25, 22:25, 22:25)               | Hala OSiR, Siedlce             |
| Mecze o 3. miejsce |                         |                                         |                                |
| 26.04.2014         | Cuprum Lubin            | 0:3 (23:25, 18:25, 20:25)               | Hala "Łagisza", Będzin         |
| 27.04.2014         | Cuprum Lubin            | 3:2 (25:17, 25:20, 18:25, 21:25, 15:8)  | Hala "Łagisza", Będzin         |
| 03.05.2014         | Cuprum Lubin            | 0:3 (25:27, 20:25, 21:25)               | Hala SP nr 14, Lubin           |
| 04.05.2014         | Cuprum Lubin            | 2:3 (12:25, 28:26, 16:25, 27:25, 7:15)  | Hala SP nr 14, Lubin           |

### Puchar Polski
| Data       | Przeciwnik        | Wynik                                   | Miejsce                |
| III runda  | III runda         | III runda                               | III runda              |
| ---------- | ----------------- | --------------------------------------- | ---------------------- |
| 23.10.2013 | ASPS Avia Świdnik | 3:1 (25:20, 25:22, 18:25, 25:20)        | Hala przy SP7, Świdnik |
| IV runda   |                   |                                         |                        |
| 20.11.2013 | Krispol Września  | 3:0 (25:18, 25:21, 25:22)               | Hala WOSR, Września    |
| V runda    |                   |                                         |                        |
| 04.12.2013 | Cuprum Lubin      | 3:1 (25:14, 22:25, 25:22, 25:22)        | Hala "Łagisza", Będzin |
| VI runda   |                   |                                         |                        |
| 15.01.2014 | AZS Częstochowa   | 2:3 (25:16, 22:25, 22:25, 25:20, 10:15) | Hala "Łagisza", Będzin |

### Bilans spotkań
| Rozgrywki        | Ogólnie | Ogólnie | Ogólnie | Ogólnie | Ogólnie | U siebie | U siebie | U siebie | U siebie | U siebie | Na wyjeździe | Na wyjeździe | Na wyjeździe | Na wyjeździe | Na wyjeździe | Miejsce |
| Rozgrywki        | R       | W       | P       | Sety    | Sety    | R        | W        | P        | Sety     | Sety     | R            | W            | P            | Sety         | Sety         | Miejsce |
| ---------------- | ------- | ------- | ------- | ------- | ------- | -------- | -------- | -------- | -------- | -------- | ------------ | ------------ | ------------ | ------------ | ------------ | ------- |
| runda zasadnicza | 22      | 18      | 4       | 57      | 21      | 11       | 11       | 0        | 33       | 7        | 11           | 7            | 4            | 24           | 14           | 1.      |
| play-off         | 11      | 5       | 6       | 20      | 21      | 6        | 4        | 2        | 14       | 8        | 5            | 1            | 4            | 6            | 7            | 4.      |
| puchar           | 4       | 3       | 1       | 9       | 2       | 2        | 1        | 1        | 5        | 4        | 2            | 2            | 0            | 6            | 1            | VI r.   |
| Razem            | 37      | 26      | 11      | 86      | 44      | 19       | 16       | 3        | 52       | 19       | 18           | 10           | 8            | 36           | 28           |         |